# Randfontein
Randfontein es una ciudad asociada a la minería del oro en el oeste de Gauteng, Sudáfrica, se encuentra a 40 km al oeste de  Johannesburgo. Durante el apogeo de la fiebre del oro de Witwatersrand, el financista minero JB Robinson compró la granja Randfontein y en 1889, creó la Randfontein Estates Gold Mining Company. El pueblo fue fundado en 1890 para servir a la nueva mina y fue administrado por  Krugersdorp hasta que en 1929 se convirtió en un municipio. La ciudad aloja el mayor molino de pisones del mundo (utilizado antiguamente para elaborar pulpa para producir papel), en forma similar a las otras zonas en las adyacencias de Johannesburgo, es esencialmente una colección de establecimientos rurales en una zona muy pintoresca de Gauteng. 
Su población es de 149,286  habitantes (2011), contando los habitantes de Mohlakeng y Toekomsrus.  Se encuentra a unos 1709 m s. n. m.. El municipio abarca 475km2.
Randfontein Estates posee el mayor molino de pisones del mundo, con 600 pisones.

## Historia
La existencia de Randfontein se remonta a la década de 1550s cuando los AmaNdebele eran una nación que habitaban en Emhlangeni (la zona actualmente ocupada por Randfontein) gobernados por el rey Mhlanga entre 1550 y 1580. El nombre Emhlangeni en la actualidad corresponde a Mohlakeng en lengua Sesotho, el cual es uno de los suburbios en la zona sureste de la ciudad. Randfontein fue fundado en 1890 y proclamado municipalidad en 1929. 

### Hitos importantes en la historia de Randfontein
- En 1857 las familias Bootha y Jonker llegan a la zona (eran propietarios del establecimiento agrícola Groot Elandsvlei en las zonas que en la actualidad ocupan los suburbios  Randgate, Loumarina, y Wilbotsdal).

- En 1874 Henry Lewis un buscador de oro australiano, descubre oro en el arroyo Blaauwbank cerca de Magaliesburg.

- En 1886 Harrison y Walker descubren oro en el Rand; comienza la fiebre del oro del Reef, y en ese mismo año, J. B. Robinson llega en el Reef y comienza a buscar metales preciosos en la zona de Randfontein.

- En 1889 se crea la Randfontein Estates Gold Mining Company (REGM).

- En 1890 J. B. Robinson compra establecimientos agrícolas y terrenos en el distrito de Randfontein.

- En 1894 se inaugura Fedlers, el primer comercio.

- En 1904 mineros chinos llegan a Randfontein.

- En 1929 se crea la Municipalidad de Randfontein; independiente de Krugersdorp desde donde se había administrado el pueblo desde 1903.

### Minería
Randfontein debe su existencia al oro. JCI participó en numerosas actividades empresariales en la zona vecina a Randfontein. En la década de 1960 la minería en la zona prácticamente se paralizó, pero en la década de 1970 se descubrieron nuevos yacimientos de oro al sur de Randfontein y la sección Cooke fue desarrollada en 1976. La sección Cooke produjo oro y uranio.

### Los millones de Kruger
Paul Kruger y JB Robinson eran amigos, lo cual ha dado lugar a los rumores que los Millones de Kruger (millones de monedas de oro acuñadas para la Zuid Afrikaanse Republiek, o la República Sudafricana) fueron enterrados en los terrenos de Homestead (Homestead es el rancho en el cual vivía Robinson ubicado en lo que actualmente es la Avenida Homestead a la vera del Lago Riebeeck) para evitar que los mismos pasaran a manos de los británicos durante la guerra bóer. A lo largo de los años muchos han buscado aquí los Millones de Kruger, pero o no han encontrado nada o quien haya encontrado algo no lo ha anunciado públicamente.